# Felix de Mendelssohn
Felix de Mendelssohn (14. November 1944 in London – 7. Oktober 2016 in Wien) war ein österreichischer Psycho- und Gruppenanalytiker.

## Leben
Abstammend aus der Familie Mendelssohn aus Jever war er der Sohn des Publizisten Peter de Mendelssohn und dessen Ehefrau Hilde Spiel. Felix de Mendelssohn war ein Neffe des ebenfalls als Psychiater und Psychoanalytiker tätigen gleichnamigen Felix von Mendelssohn. Der Schwerpunkt seiner Tätigkeit lag in seiner Praxis als Lehr-, Einzel- und Gruppenpsychoanalytiker sowie in der Lehre an vier Institutionen. An der Sigmund Freud Privatuniversität Wien (SFU) arbeitete er als Leiter und Lehrbeauftragter für Psychoanalyse und Abteilungsvorstand der psychotherapeutischen Schulen. Felix de Mendelssohn unterrichtete auch in Lemberg, Kiew, Tel Aviv und Tokio. Er leitete regelmäßig analytische Klein- und Großgruppen in Deutschland, Österreich und den Vereinigten Staaten, publizierte auf Deutsch und Englisch zu den Themen psychoanalytische Kulturkritik, Technik der Gruppenanalyse, politische und soziale Dimensionen der Gruppentherapie. Bis 2009 leitete er die Sektion Gruppenpsychoanalyse der International Association for Group Psychotherapy.
De Mendelssohns Familie floh während der NS-Herrschaft aus Wien nach England. Vor diesem persönlichen Hintergrund schrieb er im Buch Flucht in die Freiheit (2006) über die Folgen von Auswanderung aus psychoanalytischer Sicht. Aus seiner ersten Ehe mit der Schauspielerin und Theatermacherin Jutta Schwarz hat er zwei erwachsene Kinder, die theaterschaffende Anna Mendelssohn sowie einen Sohn. Zuletzt war er mit der amerikanischen Philosophin Susan Neiman verheiratet. Am 7. Oktober 2016 starb er nach kurzer schwerer Krankheit in Wien und wurde auf dem Grinzinger Friedhof beigesetzt.

## Wirken
Mendelssohn war in folgenden Positionen in der Lehre tätig:
- Abteilungsvorstand für Psychoanalyse an der Sigmund-Freud-Privatuniversität Wien
- Dozent für Methodik am FH-Campus Wien, Lehrgang für Sozialarbeit
- Dozent für Rolleninterpretation und Ästhetik am Max-Reinhardt-Seminar für Darstellende Künste in Wien
- Dozent der Ausbildungslehrgänge für Gruppenanalytiker der Internationalen Arbeitsgemeinschaft für Gruppenanalyse in Altaussee.[4]

## Veröffentlichungen

### Bücher
- Das Psychoanalytische Subjekt: Schriften zur Theorie und Praxis der Psychoanalyse. Sigmund Freud Privatuniversitätsverlag, Wien 2010, ISBN 978-3-902626233.
- Die Gegenbewegung der Engel: Psychoanalytische Schriften zu Kunst und Gesellschaft, Sigmund Freud Privatuniversitätsverlag, Wien 2010, ISBN 978-3-902626240.
- Der Mann, der sein Leben einem Traum verdankte, Ecowin Verlag, Salzburg 2014, ISBN 978-3-711000644.
- Über den Zerfall, hochroth, Wien 2016, ISBN 978-3-902871-27-5.

### Beiträge
- Erben der Vernichtung – Die österreichische Psychoanalyse und die Nachkommen der Überlebenden. In: Barbara Tóth und Hubertus Czernin (Hrsg.): 1986 – Das Jahr, das Österreich veränderte. ISBN 978-3-7076-0088-9.
- Psychoanalyse als Aufklärung. In: Anton Pelinka und Erika Weinzierl (Hrsg.): Das große Tabu – Österreichs Umgang mit seiner Vergangenheit. 1987, ISBN 3-7046-1094-1, 42–59.
- Scham, Neid und Mitgefühl im Behälter der Institution: Zur Anwendung der Gruppenanalyse in der Sozialarbeit. In: Irmgard Eisenbach-Stangl und Michael Ertl (Hrsg.): Unbewußtes in Organisationen – Zur Psychoanalyse von sozialen Systemen. ISBN 3-85076-427-3.
- ‚Gangs, Crowds and Audiences‘ – Über die Darstellung von Gruppen im Traum. In: Brigitte Grossmann-Garger (Hrsg.): Die leise Stimme der Psychoanalyse ist beharrlich. ISBN 3-932133-89-7.
- ‚zensur‘ oder ‚zäsur‘? blockaden und brüche in der inneren welt. In: Gerda Mehta (Hrsg.): Bindungen, Brüche, Übergänge. ISBN 3-85439-275-3.
- Die jüdische Tradition in Freuds Werk. In: Die Angst vor sexuellem Begehren – Geschlechterspannungen in Gruppen, Mattes Verlag Heidelberg, ISBN 978-3-930978-92-2
- Sex, Geld und Politik. Über das Öffentliche, das Geheime und das Private im gruppenanalytischen Prozeß. In: Angst und Wut – Täter und Opfer in Gruppen. Mattes Verlag, Heidelberg, ISBN 978-3-930978-88-5
- Der Antisemitismus und seine Erforschung aus psychoanalytischer Sicht. In: texte, 2/1996. 69–92
- The Aesthetics of the Political in Group Analytic Process – The Wider Scope of Group Analysis, Foulkes Lecture, London 2000.
- Eine Brücke zum Himmel bauen... Anmerkungen zur Konstruktion, Destruktion und Rekonstruktion des Turms zu Babel, in: Freie Assoziation. Daedalus-Verlag, Heft 1, 3. Jg. (2000).
- Tyrannophobie – Gruppenleitung und die Krise der Demokratie. In: Freie Assoziation. Daedalus-Verlag, Heft 3, 5. Jg. (2002).
- Zorn, Hass und Wut in Gruppen und Massen, in: Imagination, Bd. 3 (2005)
- Wie viel Geschlechtsidentität braucht der Mensch?, in: Jahrbuch für Gruppenanalyse, Bd. 13 (2007).
- Das Unbehagen in der Kulturtheorie (von Sigmund Freud bis René Girard) aus der Perspektive der Gruppenanalyse. in: Österr. Jahrbuch für Gruppenanalyse, Bd. 3 (2009).